# Комплекс переваги
Комплекс переваги — захисний механізм психіки, за якого з'являється відчуття власної переваги, викликане прихованим почуттям неповноцінності.
Термін вперше вжив австрійський психолог Альфред Адлер. Комплекс переваги тісно пов'язаний з комплексом неповноцінності і є його зворотною стороною.

## Прояв комплексу переваги
За наявності комплексу переваги люди часто прагнуть до набуття влади над оточенням, принижують небезпечних для себе людей і вірять в свою особливу силу. Вони проявляють такі риси характеру: ворожість стосовно оточення, нетерпимість, самовпевненість, хвалькуватість, заздрість, зловтіха, жадібність, підозрілість. Вони прагнуть підлаштувати ситуацію так, щоб виглядати кращими від усіх. Для них «зовнішній блиск» значно важливіший, ніж справжні успіхи й перемоги. Однак, навіть домігшись реальної перемоги над кимось, вони не відчувають задоволення.
Характерним для них також є прагнення уникнути реальної перевірки своїх сил із сильнішими суперниками. У взаємодіях з іншими людьми вони виступають маніпуляторами, відшукуючи зовнішні причини, що виправдовують їх поведінку (наприклад, «я занадто тривожна людина, тому мені потрібно багато уваги і турботи»).